# Blacus imitator
Blacus imitator är en stekelart som beskrevs av Papp 1985. Blacus imitator ingår i släktet Blacus och familjen bracksteklar. Inga underarter finns listade.